# Протасово (Рязанский район)
Протасово — деревня в Рязанском районе Рязанской области. Входит в Окское сельское поселение.

## География
Находится в центральной части Рязанской области на расстоянии приблизительно 19 км на юго-восток по прямой от вокзала станции Рязань I.

## История
На карте 1850 года показана как поселение с 5 дворами. В 1859 году здесь (тогда деревня Рязанского уезда Рязанской губернии) было учтено 7 дворов, в 1897 — 21.

## Население
Численность населения: 90 человек (1859 год), 210 (1897), 10 в 2002 году (русские 100 %), 5 в 2010.